# William Vance
William Vance – all'anagrafe William van Cutsem – (Anderlecht, 9 agosto 1935 – Santander, 14 maggio 2018) è stato un fumettista belga.
Ha disegnato varie serie di fumetti franco-belgi e belga-olandesi, tra le quali Howard Flynn, Ray Ringo, Bruno Brazil, Bob Morane, Bruce J. Hawker, XIII, Marshall Blueberry.
Ha lavorato anche per la versione olandese della rivista Tintin, così come per la versione francese, per Femmes d'Aujourd'hui e Pilote.
Diversi dei suoi lavori, fra cui XIII, sono stati presentati in italiano dall'Eura Editoriale sui settimanali Lanciostory e Skorpio e, successivamente, parzialmente ristampate nella collana Euramaster.